# Seigneurie Hertel
Pour les articles homonymes, voir Hertel.
La seigneurie Hertel était une zone d'exploitation de la Nouvelle-France, située dans le territoire actuel de Saint-Maurice (Québec) (Municipalité de paroisse), de la Municipalité régionale de comté (MRC) Les Chenaux, en Mauricie, au Québec, Canada.

## Histoire
Le 3 décembre 1633, la compagnie de la Nouvelle-France concède à Jacques Hertel une étendue de 200 arpents de superficie, au lieu des Trois-Rivières, sur la Rive-Nord du fleuve Saint-Laurent. Certains historiens tel Pierre-Georges Roy, considèrent que l'étendue réel de la seigneurie était plutôt limitée à 50 arpents. Le 20 août 1644, les sieurs Hertel et Godefroy se sont échangé leur terre. Le cadastre du 1er décembre 1860 précise les délimitations du fief Hertel et Linctot.

## Toponymie
Le toponyme "Seigneurie Hertel" tire son origine du premier Seigneur propriétaire, soit Jacques Hertel. Le toponyme "Seigneurie Hertel" a été inscrit officiellement le 2 mars 1983 à la Banque des noms de lieux de la Commission de toponymie du Québec.